# John Tufton (2e comte de Thanet)
Pour les articles homonymes, voir Tufton.
John Tufton, 2e comte de Thanet (15 décembre 1608 - 7 mai 1664) est un noble anglais et partisan de Charles Ier d'Angleterre.

## Biographie
Il est le fils aîné de Nicholas Tufton et de Frances Cecil, petite-fille de William Cecil.
Il est un fervent royaliste et dirige en 1642 un régiment qui tente de mener une rébellion dans le Sussex pour soutenir Sir William Brockman dans le Kent. Cependant, la révolte de Brockman s'est rapidement effondrée et le comte est contraint de se rendre. Il souffre beaucoup des confiscations et des séquestrations de ses grandes propriétés pendant la guerre civile anglaise.
Parmi ses propriétés se trouve le château de Bodiam, acheté à la famille Levett en 1639, que Thanet vend 6 000 £ en 1644.

## Famille
Le 21 avril 1629, il épouse Margaret Sackville (1614-1676), fille de Richard Sackville (3e comte de Dorset) et de Lady Anne Clifford. Ils ont onze enfants : 
- Nicholas Tufton (3e comte de Thanet) (1631-1679)
- Margaret Tufton (née le 13 juillet 1636), mariée à George Coventry, 3e baron de Coventry le 18 juillet 1653
- John Tufton (4e comte de Thanet) (1638-1680)
- Richard Tufton, 5e comte de Thanet (1640-1684)
- Thomas Tufton (6e comte de Thanet) (1644-1729)
- Sackville Tufton (v. 1647-1721)
- Anne Tufton, morte jeune
- Frances Tufton, mariée à Henry Drax, décédée sans descendance
- Cicely Tufton (2 juin 1648 - 30 décembre 1672), mariée le 12 février 1667 Christopher Hatton
- Mary Tufton (décédée en février 1674), épousa William Walter, 2e baronnet (décédé en 1693)
- Anne Tufton, mariée à Samuel Grimston

Quatre de ses fils lui succèdent comme comte de Thanet, les trois premiers n’ayant aucune descendance.